# Криптон
Криптон (англ. crypton; нім. krypton n) — хімічний елемент, належить до інертних газів. Символ Kr, ат. н. 36, ат. м. 83,8. електронна конфігурація [Ar]4s24p6 = [Kr].
Проста речовина — криптон. Одноатомний газ без кольору і запаху. Густина 3,745 г/л (273 К); tплав -157,1 °C, tкип -153,2 °C. Твердий криптон кристалізується в гранецентрованій кубічній ґратці.
Здатний вступати в хімічні реакції. Наприклад, в електричному розряді взаємодіє з фтором з утворенням фторидів. Відомі солі криптонової кислоти у водному розчині, наприклад, криптонат барію ВаKrО4, а також клатрати Kr·6Н2O та ін.
Виділяють фракційним розділенням рідкого повітря. Атмосфера Землі на одну мільйонну складається з криптону.

## Історія
У 1895 році шотландський хімік Вільям Рамзай зі своїм асистентом Морісом Треверсом, намагаючись виділити з клевеїту аргон, отримав натомість інертний газ, спектр якого не був схожий на відомі йому атмосферні гази. Рамзай назвав газ криптон, від грец. κρυπτός — прихований, захований, і відправив ампулу з ним Вільяму Круксу і Норману Лок'єру, які показали, що спектр криптону відповідає відкритому за 13 років до того в атмосфері Сонця гелію.
У 1896 році Рамзай передбачив існування нового стовпчика у періодичній таблиці, де мали розміщатися вже відомі аргон і гелій, а також кілька ще не відкритих елементів.
У 1898 році Рамзай і Треверс спробували отримати інертні гази фракційною перегонкою повітря. Гелій, що має найнижчу з усіх газів температуру кипіння так отримати не вдалося, проте вони змогли отримати окрім аргону, цілих три невідомих раніше інертних газів. Першому, виділеному 30-го травня Рамзай знову дав ім'я криптон. За кілька днів був отриманий інший елемент, що був названий неон, а ще пізніше — третій, ксенон.
У 1963 році була отримана перша складна сполука криптону — KrF2

## Хімічні властивості
Найбільш поширеними сполуками криптону є його фториди: KrF2 і KrF4. Діфторид криптону є надзвичайно сильним окиснювачем — активнішим ніж елементарний фтор і може окиснювати, наприклад, золото, срібло і ксенон. Також діфторид криптону є надзвичайно нестійким і розпадається при температурі вище -78°C.
Відомі сполуки криптону з галогенами: тетрахлорид (KrCl4) і гексабромід(KrBr6). 
Також відомі хромат і дихромат криптону (KrCrO4 і Kr2Cr2O7). 
Під високим тиском криптон, ймовірно, може утворювати оксиди.
У 2003 році була синтезована органічна сполука, що містить криптон: HKrCCH.

## Ізотопи
Атмосферний криптон складається з п'яти ізотопів: Атмосферний ксенон є сумішшю 6 ізотопів:
| Атомна маса | Концентрація | Період напіврозпаду |
| ----------- | ------------ | ------------------- |
| 78          | 0,355 %      | > 1,5×1021 років    |
| 80          | 2,286 %      | ∞                   |
| 82          | 11,593 %     | ∞                   |
| 83          | 11,5 %       | ∞                   |
| 84          | 56,987 %     | ∞                   |
| 86          | 17,279 %     | ∞                   |

Усього ж відомо 37 ізотопів криптону з атомними масами від 69 до 101, 4 з яких — метастабільні. З нестабільних ізотопів, найдовші періоди напіврозпаду мають криптон-81 (229 тис. років) і криптон-85 (10,7 років).

## Застосування

### Освітлення
При іонізації криптон випромінює яскраве біле світло, тому його використовують для високошвидкісної фотозйомки, світлосигнальних систем аеродромів тощо.
Криптон, у суміші з ксеноном і аргоном, використовують для заповнення люмінесцентних ламп. 
Ним також заповнюють лампи розжарення для зменшення випаровування вольфраму (криптон важчий за аргон, тому більш ефективно пригнічує випаровування, що дозволяє лампі мати вищу робочу температуру). Світність таких ламп на 10-20% вища, ніж звичайних при тій же потужності і часі життя.
Газорозрядні лампи з криптоном можуть мати різні кольори — сірий, блідо-рожевий, зеленуватий при слабкому струмі і біло-синій при сильному.
Радіоактивний ізотоп криптон-5 використовують в атомних лампах.

### Медицина
Криптон-83 використовують для магнітно-резонансної томографії легень як контрастуючий агент. 
Криптон-85 використовують як радіоактивну мітку у різноманітних медичних дослідженнях (розподіл жирів у тілі, циркуляція крові та повітря, структура зубів).

### Інше
Для вимірювання енергії елементарних частинок використовують іонізаційні калориметри, що працюють на рідкому криптоні. 
Між 1960 і 1983 роками, метр визначався як 1650763,73 довжин хвилі однієї з ліній спектру криптону-86.
Фторид криптону використовують у деяких видах лазерів.
Радіоактивний криптон-85 активно утворюється при розпаді урану, тому підвищена концентрація цього ізотопу в повітрі є маркером роботи атомних електростанцій у досліджуваному регіоні. Такий спосіб використовували для моніторингу атомної електроенергетики у СРСР під час холодної війни.
Також цей ізотоп використовують для пошуку дефектів у обшивці літаків і інших великих герметичних ємностей.